# 飛翔吧！戰機少女
《飛翔吧！戰機少女》是由夏海公司寫作、遠坂朝霧繪製插画的轻小说作品，2014年9月10日由電擊文庫出版第一集。2018年6月1日宣布電視動畫化，於2019年1月10日播放。

## 故事簡介
突然出现在的神祕飞翔体“灾”，压倒了人类的航空战力。为了与之对抗而开发的，便是对现有机体进行改造，被称为“子体”的兵器。负责操控的则是名为“阿尼玛”的操纵机构。
它──竟拥有少女的外表。与鸣谷慧相遇的是闪耀鲜红光辉的战斗机，以及驾驶它的阿尼玛·格里芬。作为人类王牌的少女，还有一心向往天空的少年，两人的故事就此展开。

## 登場角色

### 主要角色
鳴谷慧（聲：逢坂良太）
本作男主角。高中生，曾待在中國，在2015年目擊災擊落母親的座機；在2017年遷往日本小松，並在途中與格里芬相遇，後來在偷窺小松基地被遙抓到，被遙央求幫助問題連連的格里芬飛行，在小松空襲時搭上格里芬的子體；事後陪同格里芬飛行。在第二卷，在法多姆的建議下，成為格里芬子體的駕駛員，並參與海鳥島空戰。第三卷，參與上海登陸作戰，因鬥爭者失控與燃料不足與萊諾降落到半荒廢的浦東機場；並在逃脫時擊落叛變的萊諾。第四卷，前往接收從俄羅斯叛逃的貝兒庫特。渴望當上飛行員，但總是被明華跟祖父母反對。
宋明華（聲：Lynn）
慧的青梅竹馬。隨著慧來到小松避難，並寄居在慧的祖父母家；打理慧的日常生活，在跟慧一同從事戶外活動時常被基地的事情打亂，對基地的事相當敏感。
八代通遙（聲：乃村健次）
防衛省技術研究本部特別技術研究室室長，通稱稱「室長」，而伊格兒稱他為「爸爸」，是日本阿尼瑪計畫的主導者。在發現慧曾與格里芬接觸並使其恢復知覺後，希望他能幫助格里芬避開被廢棄的命運。重度煙癮者，無時無刻都能看到他叼著香菸，煙灰缸裡也是滿滿的煙蒂

### 次要角色
宋叔叔（聲：水越健）
明華的父親。明華出生時是神戶中華街貿易商。現在下落不明。
舟戶（聲：平井啓二）
為獨飛的修理技師，負責管理與維修阿尼瑪的子體。
威廉·尚克（聲：津田健次郎）
為美國國防高等研究計劃署的程式負責人，同時是無人戰鬥機「鬥爭者」開發計劃的主導者，與八代通為大學研究所時期的研究夥伴，但常與他起衝突。專業為AI的運用，認為人類的科技能完全掌握災的行為模式，並利用AI收集大量資料與數據，對於災和阿尼瑪的求知慾可說到了偏執的程度。曾在阿尼瑪計畫毀掉了一個中隊的F-35A，導致計畫經費縮減。

### 阿尼瑪（ANM）
格里芬（Gripen，聲：森嶋優花）
日本的阿尼瑪。有著一頭粉紅色的長髮，慧曾說她是個桃红色头发有些靠不住的战斗机，是个不善表达感情、态度冷淡，但却又很贪吃，一旦闹别扭就会真正生气发火，比人类更像人类的少女。在上海逃難與慧相遇；是個問題連連的阿尼瑪，不知為何會在啟動後2~3個小時後會產生意識障礙，最後發現和慧在一同時不會產生這樣的問題，也在小松空襲時帶慧坐上子體，事後免於被報廢的命運，第二卷在海鳥島空戰中交由慧來駕駛，自己則負責火控，能將飛彈鎖定後方的目標，第三卷參與上海登陸戰，第四卷接收叛逃到日本的貝兒庫特；子體是JAS－39D。
伊格兒（Eagle，聲：大和田仁美）
日本的阿尼瑪。身材姣好，但性格相當孩子氣，時常跟慧比擊墜數或從後面抱他，一直相信自己是最強的，只要一些花言巧語就能輕鬆收買。；第一卷從那霸基地調來，參與小松防空，第二卷則協助艦隊防空以免海鳥島作戰失敗，第三卷協助慧從災群逃脫；子體為F-15J。
法多姆（Phantom，聲：井澤詩織）
日本的阿尼瑪。喜愛捉弄慧，希望慧也能駕駛她的戰機；第二卷從三澤調來，參與海鳥島空戰；而慧駕駛格里芬的子體也是她這時提出的，第三卷協助慧從災群逃脫，第四卷指揮獨飛應對由貝兒庫特吸引來的災；子體為RF-4EJ。
Viper zero
第二卷登場。日本的阿尼瑪，隸屬那霸基地。長相會根據他人心中最在意的女性的不同而有所變化。（比如在慧的眼中外表看起來就跟明華一模一樣，然而在其他人眼中看來就會是不同的臉孔，即使將她的照片放在不同人的眼前亦然。）平時不見人影，喜歡穿較為華麗的服飾。不會說話，與他人交談都用文字溝通。利用自身掛載能力替獨飛成員清理防空砲火；第四卷利用掛載火箭，把襲來的飛彈擊落；被格里芬說是個「在四十年前的设计上搭载一堆最新器材的变态」。子體為F-2。
萊諾（聲：白石涼子）
第三卷登場。美國的阿尼瑪，隸屬太平洋艦隊。在上海登陸戰時投奔災。曾說阿尼瑪與災的本質是相同的，兩者沒必要戰鬥。在與獨飛部隊失聯後因燃料不足以返回那霸而向提議格里芬和慧提議降落相對較近、但已人去樓空的浦東機場。萊諾在格里芬準備離開時暴露了真面目，身體開始產生未知的結晶體，與格里芬在機場上空纏鬥許久後最終被慧擊落。據八代通所說她的存在有相當多的謎團，被美國政府施加了諸多限制，但真相也因為萊諾的死而石沈大海。子體為F/A-18E。
貝兒庫特（Berkut）
第四卷登場。俄羅斯的阿尼瑪，未隸屬任何單位；為誘蛾燈計畫一環，利用高功率EPCM吸引災，但本人毫無察覺。從俄羅斯逃到日本；並暫時加入獨飛，最終將災引走，未知生死；子體為Su-47。
朱拉布里克（Zhuravlik）
俄羅斯的阿尼瑪。隸屬俄羅斯航空太空軍第972親衛航空戰隊「巴提卡」，是世界上最初的實用化阿尼瑪。雖然自尊心極強，但是具備了對國家的忠誠心和對同事的關懷等她應有的正義感。對在工作上對敵對的慧和格里芬他們進行威脅的同時，也聽說了姊妹貝爾庫特的一些消息，對日本的措施表示了感謝。子體為Su-27M。
拉斯特丘卡
俄羅斯的阿尼瑪，隸屬俄羅斯航空太空軍第972親衛航空戰隊「巴提卡」。總是把朱拉布里克稱作「朱拉」，從不放過任何有可能傷害到她的人。子體為MiG-29-SMT。
帕克法（PAK-FA）
俄羅斯的阿尼瑪，隸屬俄羅斯航空太空軍第972親衛航空戰隊「巴提卡」。子體為SU-57
拉法爾（Rafale）
法國的阿尼瑪，隸屬對外安全總局。雖然是阿尼瑪，但因逃跑陷入恐慌而放棄了和子體的連接，為了活用她的運算和運動能力而被部署到情報機關。救出在管制走私任務中被綁架的慧和格里芬。子體為飆風。

## 用語
阿尼瑪
用災的核心培養出來的人形生物體，能與子體神經連結進行空戰，是人類反災重要的兵器，不知為何都是呈現女性的外觀。
子體
阿尼瑪專用的特裝化戰鬥機，皆由現役或實驗機體改裝，以強化機體架構以支撐HIMAT產生的高G力和提升EPCM抗性等改裝為重點。在神經連結下，宛如她們的左右手，但機身傷害也會反饋到阿尼瑪身上。理論上只要安裝標準的玻璃駕駛艙組件就可讓一般飛行員與阿尼瑪共同操作，但僅有保留雙座駕駛艙空間的子體才可安裝一般駕駛艙介面，同時飛行員也要具備足夠的身體素質才能承受HIMAT的高G力，唯一的案例是格里芬與慧的搭檔（慧負責機體控制、格里芬負責火控。）。為了方便與其他戰鬥機進行調度管理，所以配有專屬型號，型號編碼規則為「基礎機型型號+ANM（阿尼瑪）」，如伊格兒的子體型號即為F-15J ANM。
有著在強化與阿尼瑪製造完成後，同種類的機型就無法再製造子體的限制。作中有表示例如伊格兒的F-15J完成後，其他如F-15C、D型就無法再製作子體與阿尼瑪。
災
未知的飛行器，2015年在新疆發現，並在2017年把整個中國給占領，可以做出HIMAT(高機動)動作，且會施放EPCM，反制敵方飛彈與知覺；有很多種類型，重型轟炸機、制空戰機甚至建立前線基地的運輸機根路基對空飛彈。
EPCM
災放出的干擾電波；除了能對電子產品進行癱瘓以外，還能影響人的知覺，目前得知災會利用EPCM編隊飛行、聯絡。
海鳥島
在石垣岛北方一百五十公里的無人島，災曾在此欲建立基地，最終被獨飛擊退。
鬥爭者
美國製造的無人機，武器型號為FQ-150A，能在EPCM環境下飛行，但最終被災用大功率EPCM使其倒戈。
誘蛾燈計畫
為俄羅斯的反災作戰，利用一架阿尼瑪以大功率的EPCM吸引災前來匯集，再以核彈將其群集摧毀；貝兒庫特就是此計畫一環。
獨立混合飛行實驗隊
簡稱獨飛，為日本的阿尼瑪飛行隊。

## 出版书籍

### 輕小說
| 集數 | KADOKAWA ASCII Media Works | KADOKAWA ASCII Media Works | 台灣角川       | 台灣角川               |
| 集數 | 發售日                     | ISBN                       | 發售日         | ISBN                   |
| ---- | -------------------------- | -------------------------- | -------------- | ---------------------- |
| 1    | 2014年9月10日              | ISBN 978-4-04-866862-0     | 2015年11月27日 | ISBN 978-986-366-807-7 |
| 2    | 2015年3月10日              | ISBN 978-4-04-869187-1     | 2016年4月27日  | ISBN 978-986-473-043-8 |
| 3    | 2015年6月10日              | ISBN 978-4-04-865195-0     | 2016年7月20日  | ISBN 978-986-473-202-9 |
| 4    | 2015年11月10日             | ISBN 978-4-04-865502-6     | 2016年12月23日 | ISBN 978-986-473-442-9 |
| 5    | 2016年3月10日              | ISBN 978-4-04-865810-2     | 2018年6月7日   | ISBN 978-957-564-238-9 |
| 6    | 2016年7月9日               | ISBN 978-4-04-892188-6     | 2019年2月26日  | ISBN 978-957-564-748-3 |
| 7    | 2016年10月8日              | ISBN 978-4-04-892391-0     | 2019年2月26日  | ISBN 978-957-564-749-0 |
| 8    | 2017年11月10日             | ISBN 978-4-04-893479-4     | 2020年11月4日  | ISBN 978-986-524-034-9 |
| 9    | 2018年6月10日              | ISBN 978-4-04-893875-4     | 2021年10月27日 | ISBN 978-986-524-885-7 |
| 10   | 2019年1月10日              | ISBN 978-4-04-912324-1     |                |                        |
| 11   | 2019年3月9日               | ISBN 978-4-04-912384-5     |                |                        |
| 12   | 2019年6月8日               | ISBN 978-4-04-912611-2     |                |                        |

### 漫畫
| 集數 | KADOKAWA       | KADOKAWA               |
| 集數 | 发售日期       | ISBN                   |
| ---- | -------------- | ---------------------- |
| 1    | 2018年12月25日 | ISBN 978-4-04-107818-1 |
| 2    | 2019年7月26日  | ISBN 978-4-04-107819-8 |

## 电视动画
2018年6月宣布将改编为电视动画，由SATELIGHT制作。2019年1月播出。播放電視台為TOKYO MX、AbemaTV、SUN電視台、日本BS放送、AT-X...等，無中文版代理播放。

### 主題曲
片頭曲「Break the Blue!!」
填詞：RINA，作曲、編曲：高瀨一矢，主唱：Run Girls, Run!
片尾曲「Colorful☆wing」
填詞：RINA，作曲、編曲：NAMI，主唱：格里芬（森嶋優花）、伊格兒（大和田仁美）、法多姆（井澤詩織）
插入曲「awake from the deep」（第4話）
填詞：RINA、NAMI，作曲、編曲：NAMI，主唱：RINA

### 各話列表
| 話數   | 日文標題 | 中文標題           | 劇本     | 分鏡       | 演出     | 作畫監督           | 機械作畫監督 | 改編原作小說 |
| ------ | -------- | ------------------ | -------- | ---------- | -------- | ------------------ | ------------ | ------------ |
| ALT 01 |          | 紅翼               | 永井真吾 | 小野勝巳   | 小野勝巳 | 今西亨             | 大河廣行     | 第1卷        |
| ALT 02 |          | 小松約會           | 永井真吾 | 小野勝巳   | 成田巧   | 長田好弘           | 大河廣行     | 第1卷        |
| ALT 03 |          | 阿尼瑪的本質       | 永井真吾 | 西澤晋     | 三鹽天平 | 中島順             | 大河廣行     | 第1卷        |
| ALT 04 |          | 你所看到的世界     | 永井真吾 | 小野勝巳   | 近藤一英 | 井上英紀           | 大河廣行     | 第1卷        |
| ALT 05 |          | 獨立混合飛行實驗隊 | 永井真吾 | 西本由紀夫 | 高島大輔 | Kim Myeongsim      | 大河廣行     | 第2卷        |
| ALT 06 |          | 存在的意義         | 永井真吾 | 筑紫大介   | 筑紫大介 | 田中克憲、畑智司   | 大河廣行     | 第2卷        |
| ALT 07 |          | 迷惘的前方         | 吉田伸   | 西澤晉     | 成田巧   | 山田真也、坂本俊太 | 大河廣行     | 第2卷        |
| ALT 08 |          | 不高興的最高機密   | 小野勝巳 | 小野勝巳   | 三鹽天平 | Kim Myeongsim      | 大河廣行     | 第2卷        |
| ALT 09 |          | 非物質層           | 永井真吾 | 大和直道   | 大和直道 | 中島順             | 大河廣行     | 第3卷        |
| ALT 10 |          | 上海奪還作戰       | 吉田伸   | 和田純一   | 高島大輔 | 長田好弘、山田真也 | 大河廣行     | 第3卷        |
| ALT 11 |          | 無人的故鄉         | 永井真吾 | 筑紫大介   | 佐藤英一 | Kim Myeongsim      | 大河廣行     | 第3卷        |
| ALT 12 |          | 與你飛翔的天空     | 永井真吾 | 小野勝巳   | 成田巧   | -                  | 大河廣行     | 第3卷        |

### 藍光
| 卷數 | 發售日期      | 收錄話數       | 規格編號     | 規格編號     | 封面角色 |
| 卷數 | 發售日期      | 收錄話數       | 初回限定版   | 數量限定版   | 封面角色 |
| ---- | ------------- | -------------- | ------------ | ------------ | -------- |
| I    | 2019年3月29日 | 第1話 ~ 第4話  | EYXA-12386/B | EYXA-12385/B | 格里芬   |
| II   | 2019年4月26日 | 第5話 ~ 第8話  | EYXA-12388/B | EYXA-12387/B | 伊格兒   |
| III  | 2019年5月24日 | 第9話 ~ 第12話 | EYXA-12390/B | EYXA-12389/B | 法多姆   |

## 出现的战斗机
- 歼-7（中国人民解放軍海軍航空兵使用）
- JAS-39D（格里芬）
- F-15J（伊格儿）（自衛隊使用）
- RF-4EJ（法多姆）
- F-2（Viper zero）
- F/A-18E（萊諾）（美國海軍使用）
- Su-47（貝兒庫特）
- F-5（韓國空軍使用）
- SU-27/SU-27M（俄羅斯空軍使用）（朱拉布里克）
- F-15E（美國空軍使用）
- 飆風（拉法爾）
- MiG-29-SMT（拉斯克丘卡）
- SU-57（帕克法）

## 外部連結
- 「飛翔吧！戰機少女」電視動畫官方網站 （页面存档备份，存于）（日語）
- 「飛翔吧！戰機少女」電視動畫的X（前Twitter）（日語）
- 《飛翔吧！戰機少女》電擊文庫小說 （页面存档备份，存于）（日語）